# Davide Calabria
Davide Calabria (sinh ngày 6 tháng 12 năm 1996) là một cầu thủ bóng đá chuyên nghiệp người Ý hiện đang thi đấu ở vị trí hậu vệ phải.

## Sự nghiệp của câu lạc bộ
Calabria là cầu thủ trẻ tuổi từ A.C. Milan. Anh đã có trận ra mắt Serie A vào ngày 30 tháng 5 năm 2015 gặp Atalanta, thay thế Mattia De Sciglio sau 84 phút trong chiến thắng 3-1. Anh đã có trận đấu đầu tiên trong chiến thắng 3-2 trước Palermo vào ngày 22 tháng 9, chơi 49 phút, và được đánh giá cao vì màn trình diễn của anh.
Trong khi anh chủ yếu là hậu vệ phải, anh vẫn giỏi chơi ở vị trí hậu vệ cánh trái.

## Sự nghiệp quốc tế
Anh đã có trận ra mắt cho đội tuyển Ý vào ngày 11 tháng 11 năm 2020, trong một trận đấu gặp Estonia.

## Thành tích

### Câu lạc bộ
Tính đến 8.11.2020.
| CLB            | Mùa giải       | Giải quốc nội  | Giải quốc nội | Giải quốc nội | Cúp  | Cúp | Châu Âu | Châu Âu | Khác | Khác | Tổng | Tổng |
| CLB            | Mùa giải       | Đơn vị         | Trận          | Bàn           | Trận | Bàn | Trận    | Bàn     | Trận | Bàn  | Trận | Bàn  |
| -------------- | -------------- | -------------- | ------------- | ------------- | ---- | --- | ------- | ------- | ---- | ---- | ---- | ---- |
| Milan          | 2014-15        | Serie A        | 1             | 0             | 0    | 0   | —       | —       | —    | —    | 1    | 0    |
| Milan          | 2015-16        | Serie A        | 6             | 0             | 2    | 0   | —       | —       | —    | —    | 8    | 0    |
| Milan          | 2016-17        | Serie A        | 12            | 0             | 1    | 0   | —       | —       | —    | —    | 13   | 0    |
| Milan          | 2017–18        | Serie A        | 21            | 1             | 4    | 0   | 5       | 0       | —    | —    | 30   | 1    |
| Milan          | 2018–19        | Serie A        | 26            | 1             | 2    | 0   | 4       | 0       | 1    | 0    | 33   | 1    |
| Milan          | 2019–20        | Serie A        | 25            | 1             | 2    | 0   | —       | —       | —    | —    | 27   | 1    |
| Milan          | 2020–21        | Serie A        | 7             | 0             | 0    | 0   | 4       | 0       | —    | —    | 11   | 0    |
| Tổng sự nghiệp | Tổng sự nghiệp | Tổng sự nghiệp | 98            | 3             | 11   | 0   | 13      | 0       | 1    | 0    | 123  | 3    |

## Danh hiệu

#### Milan
- Serie A: 2021–22
- Supercoppa Italiana: 2016